# Будівел
Будівел  — український футзальний клуб, який представляв місто Дніпро, учасник чемпіонату України з футзалу.

## Історія
МФК «Будівел» заснований в травні 1999 року в Дніпропетровську. Президент клубу — Анатолій Галілей, тренер — Олександр Юзік. Перший сезон команда проводить у другій лізі, займає третє місце і отримує право участі в першій лізі чемпіонату України з футзалу.
З 2000 по 2003 роки «Будівел» виступає в першій лізі, після чого отримує право участі у вищій лізі. У сезоні 2000/01 років зайняв 4-те місце в східній групі Першої ліги, а наступного сезону — 6-те місце (також у східній групі). У 2002 році команда бере участь в двох турнірах — харківському «Кубку Визволення», де займає третє місце, а також дніпропетровському «Кубку Великого Дніпра». У сезоні 2002/03 команда спочатку посідає друге місце у східній групі, а потім у фіналі завойовує путівку до Вищої ліги.
Кістяк «Будівел» складають студенти Дніпропетровської державної фінансової академії. У травні 2002 року збірна академії під керівництвом Олександра Юзіка стає чемпіоном XVIII міжнародних студентських ігор в естонському Тарту. Золоті медалі отримують Андрій Неруш, Андрій Короткий, Андрій Андрушко, Андрій Петренко, Роман Щербаков, Валентин Сопільняк, Віталій Білоус, Василь Падула, Станіслав Брацілов, Юрій Сторожук. У 2003 році команда виграє чемпіонат України серед ВНЗ, а в 2005 році перемагає у всеукраїнській Універсіаді.
У вищій лізі «Будівел» виступає з 2004 по 2008 роки, однак не досягає значних успіхів й переважно бореться за виживання. У 2004 році команда займає 12 місце з 12 команд, у 2005 — 14 з 15, у 2006 — 14 з 17, у 2007 — 11 з 14, у 2008 — 14 з 15. У 2007 році «Будівел» стає третім на «Кубку визволення», який традиційно проходить у Харкові. У 2008 році граючий тренер «Будівела» Олександр Косенко отримує нагороду «Найкращий спортсмен в ігрових видах спорту» в дніпропетровському конкурсі «Людина року Придніпров'я».
Сезон 2008/09 років розпочинає під новою назвою, «Будівел-ВВ» (Дніпропетровськ), але наприкінці 2008 року по ходу сезону несподівано не приходить на дві виїзні гри і знімається з чемпіонату. Всі результати матчів дніпропетровської команди анулюються, гравці отримують статус вільних агентів. За неппідтвердженою інформацією, причиною припинення існування команди стають фінансові труднощі, а також розбіжності між керівництвом клубу й Асоціацією футзалу України.
Найвідомішим з гравців, які виступали за «Будівел», є заслужений майстер спорту України Олександр Косенко. Вихованцями клубу є Олександр та Ігор Маржановські, Михайло Романов, Дмитро Камеко.

## Клубні кольори та форма
| Зелений | Червоний |

Домашні матчі зазвичай проводили у формі зеленого кольори.

## Досягнення
- Чемпіонат України
  - 11-те місце (1): 2006/07

- Перша ліга України
  - 6-те місце (1): 2002/03

## Стуктура клубу

### Домашня арена
Домашні поєдинки клуб проводив у Залі СК СК ДДФА в Дніпропетровську.

### Спонсори
- Дніпропетровська державна фінансова академія

## Відомі тренери
- Олександр Юзік (1999–200?)
- Олександр Косенко (2005–2008, граючий тренер)